# 加賀市立菅谷小学校
加賀市立菅谷小学校（かがしりつ すがたにしょうがっこう）は、石川県加賀市にかつて存在した公立小学校。

## 沿革

### 年表
- 1874年（明治7年）3月 - 徳性寺の一部で小学校の授業を開始する。
- 1892年（明治25年）4月 - 菅谷小学校と改称。
- 1897年（明治30年）4月 - 風谷小学校を廃し、分教所とする。
- 1940年（昭和15年）4月 - 菅谷国民学校と改称する。
- 1947年（昭和22年）4月 - 西谷村立菅谷小学校と改称　菅谷中学校を併設
- 1955年（昭和30年）4月 - 町村合併により山中町立菅谷小学校と改称
- 1962年（昭和37年）4月 - 我谷小学校を廃し　菅谷小学校我谷教場とする。
- 1966年（昭和41年）4月 - 我谷教場を廃止する。
- 1973年（昭和48年）11月 - 創立100周年記念式挙行
- 1979年（昭和54年）12月 - 新校舎竣工式　移転
- 2005年（平成17年）10月1日 - 山中町と加賀市の合併にともない、加賀市立菅谷小学校となる。
- 2015年（平成27年）3月29日 - 生徒数の減少により廃校。加賀市立山中小学校に統合[1]。

## 学校行事
※月ごとの学校行事、特色。
| - 4月 - 5月 - 6月 | - 7月 - 8月 - 9月 | - 10月 - 11月 - 12月 | - 1月 - 2月 - 3月 |

## 通学区域
- 加賀市山中温泉

## 進学先中学校
- 加賀市立山中中学校

## 交通アクセス
- 北陸新幹線・IRいしかわ鉄道線 加賀温泉駅下車
  - 最寄りのバス停:菅谷小学校バス停留所、加賀温泉バス[2](温泉山中)
  - 片山津インターチェンジ・加賀インターチェンジから車で35分、JR加賀温泉駅から車で20分